# Tyias Browning
Tyias Browning (* 27. Mai 1994 in Liverpool), auch bekannt als Jiang Guangtai, ist ein englischer Fußballspieler, der auch die Staatsbürgerschaft der Volksrepublik China besitzt. Er spielt vorzugsweise als Innenverteidiger, kann aber auch als Rechtsverteidiger agieren. Er steht derzeit bei Shanghai Port in der Chinese Super League unter Vertrag und spielt seit 2020 für die Chinesische Nationalmannschaft. Zuvor spielte er für mehrere englische Junioren-Nationalmannschaften.

## Karriere
Browning wuchs in Liverpool auf. Sein Großvater stammt aus China. Mit 10 Jahren begann Browning für die Jugend des FC Everton zu spielen. Er fiel besonders durch sein Tempo, seine körperliche Stärke sowie seine Vielseitigkeit auf und galt als vielversprechendes Talent. Zur Saison 2011–12 unterschrieb er mit gerade einmal 16 Jahren und 2 Monaten seinen ersten Profivertrag beim FC Everton. In der Saison zuvor gewann er mit Evertons U18 die Meisterschaft.
Zunächst spielte Browning für das Reserveteam. Am 27. September 2014 wurde er beim Merseyside Derby gegen den FC Liverpool erstmals eingewechselt. Sein Startelf-Debüt gab er rund zwei Monate später bei einem Europa-League-Spiel gegen den FK Krasnodar, das Everton mit 0:1 verlor.
Im Januar 2017 wurde er für eine halbe Saison zu Preston North End ausgeliehen und danach für eine volle Saison zum AFC Sunderland. Dort spielte er zwar erstmals regelmäßig, stieg mit der Mannschaft jedoch zum Ende der Saison in die Drittklassigkeit ab. Auch nach seiner Rückkehr aus Sunderland konnte er sich beim FC Everton nicht durchsetzen und wechselte im Jahr 2019 für eine unbekannte Summe zum Guangzhou FC. In seiner ersten Saison in China kam er auf insgesamt 11 Ligaeinsätze und 6 Einsätze in den Playoffs. Im August 2022 wechselte Browning innerhalb der Chinese Super League zu Shanghai Port. 2023 und 2024 feierte er mit dem Verein die chinesische Meisterschaft. 2024 stand er mit dem Klub im Finale des chinesischen Pokals. Hier gewann man gegen den ebenfalls in der ersten Liga spielenden Shandong Taishan mit 3:1.

## Erfolge
Shanghai Port FC
- Chinesischer Meister: 2023, 2024

- Chinesischer Pokalsieger: 2024